# Avaloire

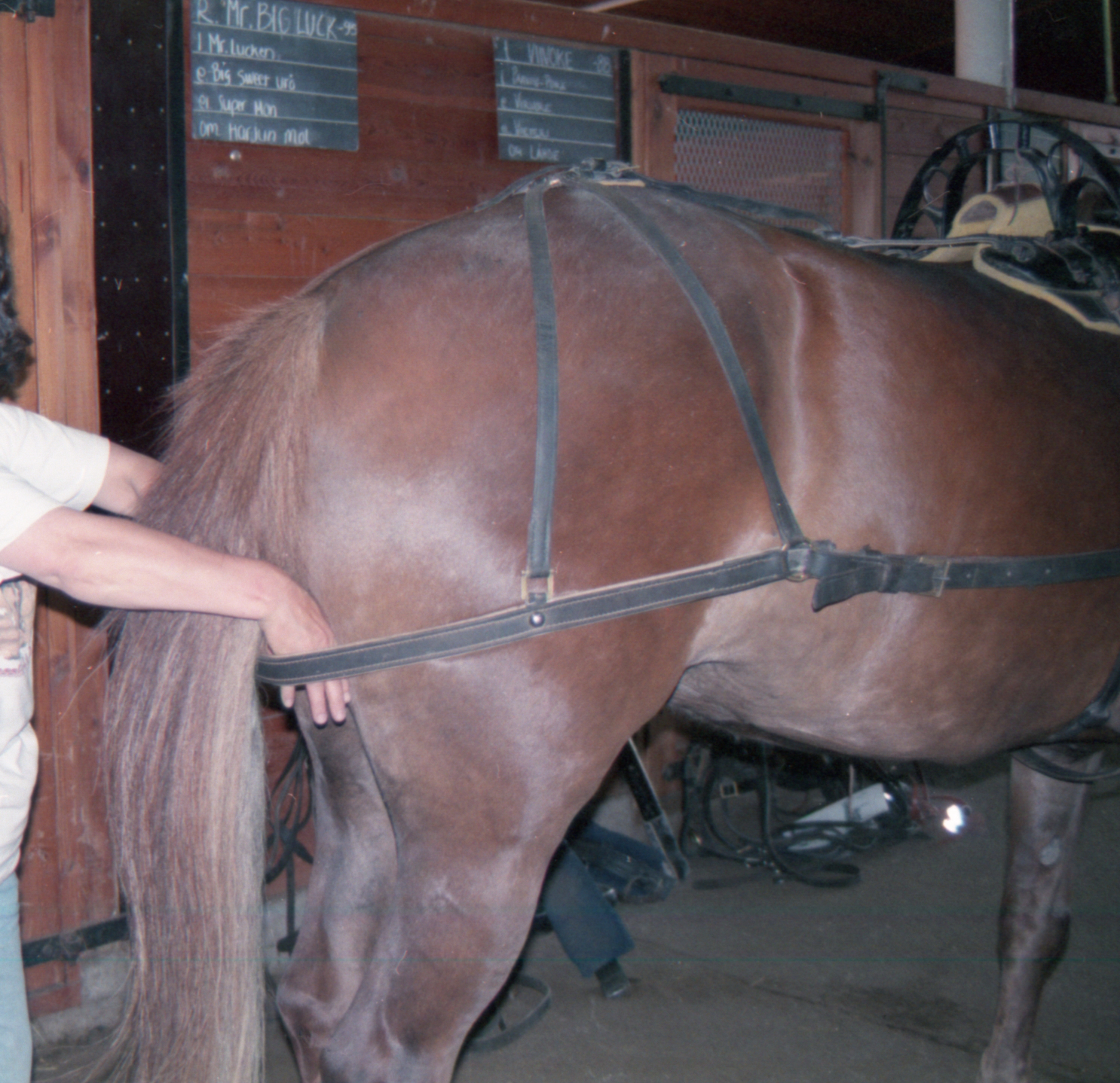
Détail sur l'avaloire d'un harnais d'attelage

L' avaloire est une partie du harnais d'un animal, une sangle qui entoure les hanches d'un animal de trait, de bât ou de selle. Tant sous la selle que sous le harnais, l'avaloire s'engage lorsqu'un animal ralentit ou descend une pente, et sert à freiner ou à stabiliser une charge.